# Državna cesta D48
D48 je državna cesta u Hrvatskoj. Ukupna duljina iznosi 20,8 km.